# イエローヘッド病
イエローヘッド病（イエローヘッドびょう、Yellowhead disease（YHD））は、エビやクルマエビのウイルス感染症であり、特に養殖エビの2つのメジャーな種のうちの1つであるウシエビ（Penaeus monodon）のウイルス感染症である。コロナウイルス科やアルテリウイルス科に関連する＋鎖RNAウイルスであるイエローヘッドウイルス（YHV）によって引き起こされる。
この病気は致死率が高く、感染力も強いため、エビはすぐに死ぬ。この病気のアウトブレイクによりウシエビを養殖していた多くの養殖場、特に東南アジアのエビ養殖場では、数日のうちにエビが全滅してしまった。タイ語では、この病気は「hua leung」と呼ばれる。関連するウイルスにGill-associated virus（GAV）がある。

## 臨床
感染したエビの頭胸部は、異常に高い多食行動の後、突然黄色に変色し、死ぬ前に池の水面近くに集まる。YHDにより2～4日で動物は死ぬ。
YHDは1990年にタイで最初に報告され、近縁種のGAVは1995年にオーストラリアのエビ養殖場におけるイエローヘッド様病で発見された。